# Wallabi-szigeti szakállasagáma
A Wallabi-szigeti szakállasagáma (Pogona minima) a hüllők (Reptilia) osztályának a pikkelyes hüllők (Squamata) rendjéhez, ezen belül a gyíkok (Sauria vagy Lacertilia) alrendjéhez, a leguánalakúak (Iguania) alrendágához és az agámafélék (Agamidae) családjához tartozó gyík faj.
Időnként terráriumokban találkozhatunk vele.

## Előfordulása
Kizárólag a Wallabi-szigetek nyugati és északnyugati részén él.

## Megjelenése
Alapszíne világosbarna. Orra csúcsától széles, sötétebb barna sáv húzódik a hátsó lábakig. Lába jóval hosszabb a többi szakállasagáma-fajénál, miként a farka is. Nemcsak oldalán fut végig tövissor, de a gerince mellett, azzal párhuzamosan is. A kifejlett egyedek megközelítik a 45 cm-t.

## Külső hivatkozások
- Szakállas agámák /POGONA/